# 北九州空港エアポートバス

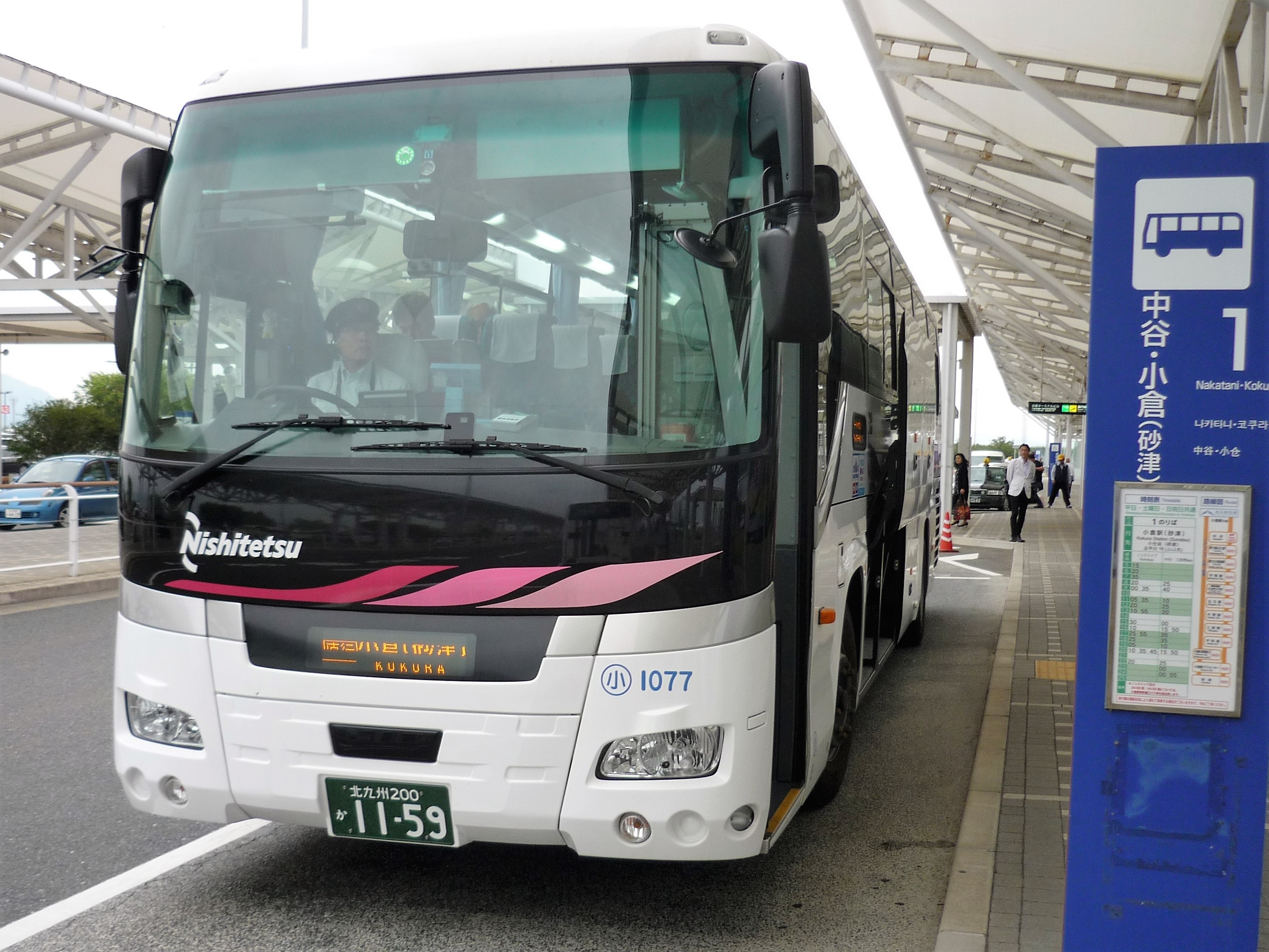
小倉線の車両（2017年）

北九州空港エアポートバス（きたきゅうしゅうくうこうエアポートバス）は、北九州空港と同空港の周辺地域を結ぶ西鉄バス北九州のリムジンバスの総称。

## 経緯
2006年3月16日に開港した（新）北九州空港は周防灘の洋上に建設された海上空港であり、橋でつながれていることから、公共交通機関によるアクセス方法について福岡県・北九州市・国土交通省九州運輸局・同九州地方整備局・交通事業者・学識経験者・金融機関により、開港前の2003年から「バス等アクセス検討委員会」「軌道系アクセス検討委員会」の2つの委員会が設けられ、検討が加えられていた。
その中で、「バス等アクセス検討委員会」においてバスを中心とした総合的なアクセスのあり方が検討され、実現可能なアクセスのあり方について「提言」がまとめられたことを踏まえ、2005年12月7日に西鉄バス北九州・北九州市交通局・サンデン交通・福岡県バス協会の4団体により「北九州空港連絡バス運営協議会」が組織され、同協議会が主体となって「北九州空港エアポートバス」として以下の6系統の空港連絡バスを運行することになった。
運行にあたっては、協議会に参画する事業者が単独運行または共同運行を行う形となった。
1. 若松・戸畑・小倉ルート（西鉄バス北九州運行）：若松駅前・戸畑駅・小倉駅バスセンター - 空港
2. 黒崎ルート（西鉄バス北九州運行）：西鉄黒崎バスセンター - 空港
3. 折尾ルート（北九州市交通局運行）：学研都市ひびきの・折尾駅 - 空港
4. 下関・門司港ルート（西鉄バス北九州・サンデン交通共同運行）：下関駅・レトロ桟橋通 - 空港
5. 朽網ルート（西鉄バス北九州運行）：朽網駅 - 空港
6. 行橋・苅田ルート（西鉄バス北九州運行）：行橋駅・苅田駅 - 空港

このうち、1. - 4.については高速バスとして、5.と6.については一般道経由の路線バスとして運行された。
その後の運行見直しを経て、若松・戸畑・小倉ルートは若松 - 小倉間が廃止されて小倉ルートとなり、黒崎ルートと折尾ルートは統合され、下関・門司港ルートと行橋・苅田ルートは系統そのものが廃止となった。
エアポートバスの運行によって生じる赤字分は北九州市が補填しており、その補助金額は2016年度（平成28年度）で約1億6,000万円にのぼる。

## 沿革
- 2005年10月1日 - 折尾駅・西鉄黒崎バスセンター - 旧北九州空港間の高速バスを運行開始。
- 2006年3月16日 - 北九州空港移転と同時に各系統が運行開始。
  - 北九州空港アクセス推進協議会が、500円を超える区間を500円（こども250円、現金支払のみ）で利用可能な「北九州空港エアポートバス利用優待券」を発行・配布[4]。
- 2007年4月1日 - ダイヤ改正。
  - 小倉駅バスセンター - 北九州空港間無停車のノンストップ系統を新設。運行回数も1日17.5往復（若松発着6往復、戸畑発着11.5往復）から1日36往復（若松発着6往復、小倉発着各停便9.5往復、小倉発着ノンストップ20.5往復）と小倉発着基準でほぼ倍になり、概ね30分間隔の運行となった[2][5]。航空機が延着するとそれに合わせて柔軟に対応している。なお、スターフライヤーの最終便（北九州空港着24時台）には接続しなかった。
  - 「北九州空港エアポートバス利用優待券」の利用終了。
- 2007年8月1日 - ダイヤ改正と路線の一部延長。
  - 若松・戸畑・小倉ルートのうち小倉駅発着便を砂津（チャチャタウン前）まで延長。
  - 折尾ルートを向田営業所まで延長。
- 2009年4月1日 - エアポートバスの全面見直しを実施。
  - 若松・戸畑・小倉ルートについては、これまで空港連絡バス路線が皆無だった小倉南区西部の住民に配慮しその需要を掘り起こすため、小倉（砂津）発各停便が国道322号経由に変更。小倉南ICまでの間はなかたに号と同じ停留所に停車する。当初は2009年9月30日までの試行措置となっていたが、同年10月1日以降も試行措置が継続されている。
  - 折尾ルートと黒崎ルートを路線統合し、西鉄バス北九州と北九州市営バスが共同運行を開始。本数はトータルで減便となる。
  - 下関・門司港ルートについては西鉄バス北九州が撤退。全便ともサンデン交通の運行になる。本数は変更なし。
- 2010年4月1日 - 西鉄グループのバス見直しに伴う以下の見直し実施[6]。
  - 若松・戸畑・小倉ルートの若松・戸畑 - 小倉間を廃止し、各停便は国道322号経由に一本化、全便を小倉発着に。小倉発着基準での本数は変更なし。
  - 折尾・黒崎ルートは西鉄バス北九州が運行から撤退、北九州市営バスが単独で12往復を運行。また、中谷営業所高速乗り場発着便が増えたことから、同日より小倉南IC停留所を通過扱いとして高速化を図った。
- 2011年3月27日 - 折尾・黒崎ルートが学研都市ひびきの発着に変更され、同時に西鉄バス北九州へ運行移管[7]。
- 2011年3月31日 - この日をもって下関・門司港ルートが廃止[7][8]。
- 2014年3月30日 - 小倉ルートが片野駅に、折尾・黒崎ルートが皇后崎に停車開始[9]。
- 2015年10月25日 - 折尾・黒崎ルートの運賃を値上げ[10]。
- 2017年10月29日 - 小倉ルートの運賃を値上げ。折尾・黒崎ルートは大浦三丁目に停車開始、また12往復中5往復の運行を西鉄黒崎バスセンターまでに短縮[11]。
- 2019年10月27日 - 下関駅・門司港レトロ地区と連絡する関門線が運行開始[12]（2020年6月30日まで[13]）。
- 2025年4月1日 - 朽網駅への特急停車に合わせて、朽網線のダイヤ改正（増発、快速の運行を開始）[14]。

## 運行系統

### 小倉線

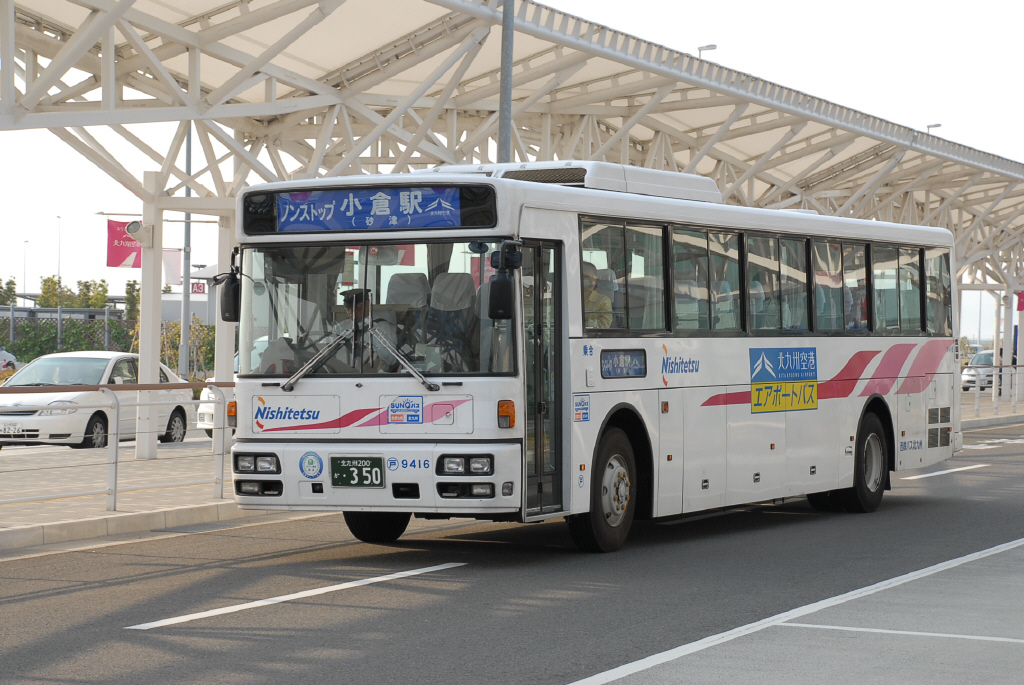
小倉線の車両（2008年）

西鉄バス北九州・北九州高速自動車営業所（北九州市小倉北区）が運行している。2022年3月11日までは同社・小倉自動車営業所が運行していた。前述のとおり、元々は「若松・戸畑・小倉ルート」として若松始発戸畑経由で運行されていた系統だが、小倉発着の直行便（ノンストップ便）が増設された後、若松 - 小倉間が廃止されて現在に至る。
運行経路・停車停留所
太字は停車停留所。空港行きは乗車のみ、空港発は降車のみ取り扱い。
ノンストップ便
砂津 - 小倉駅バスセンター - 小倉駅新幹線口（砂津行きのみ停車） - 小倉駅北ランプ - （都市高速3号線・2号線・1号線） - 小倉東IC - （九州自動車道・東九州自動車道） - 苅田北九州空港IC - （新北九州空港道路） - 北九州空港
中谷経由便
砂津 - 小倉駅新幹線口（砂津行きの一部便のみ停車） - 小倉駅バスセンター - 平和通り - 三萩野 - 片野駅 - 北方駅 - 競馬場前北九州市立大学前 - 守恒駅 - 徳力公団前駅 - 徳力嵐山口駅 - 中谷 - 小倉南IC - （九州自動車道・東九州自動車道） - 苅田北九州空港IC - （新北九州空港道路） - 北九州空港
若松・戸畑・小倉 - 北九州空港（運行終了）
大橋通り（始発）/若松駅前（終着） - （若戸大橋） - 戸畑駅 - 浅生通 - 幸町 - 戸畑ランプ - （都市高速2号線） - 小倉駅北ランプ - 小倉駅北口 - 小倉駅バスセンター - 平和通り - 三萩野 - 篠崎南ランプ - （都市高速1号線） - 小倉東IC - （九州自動車道・東九州自動車道） - 苅田北九州空港IC - （新北九州空港道路） - 北九州空港

### 黒崎・折尾・学研都市線

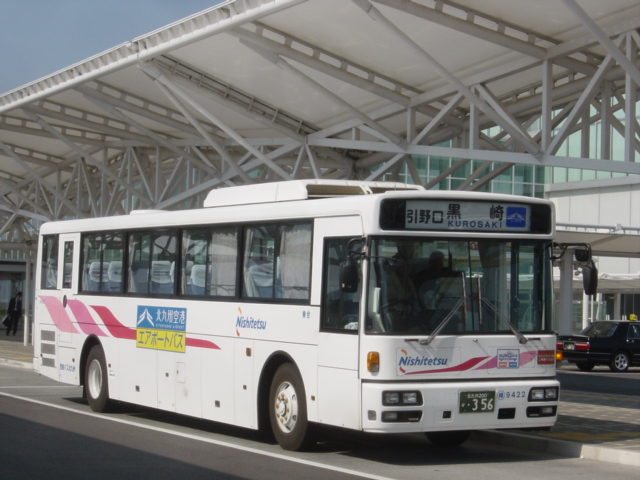
黒崎線の車両（2006年）

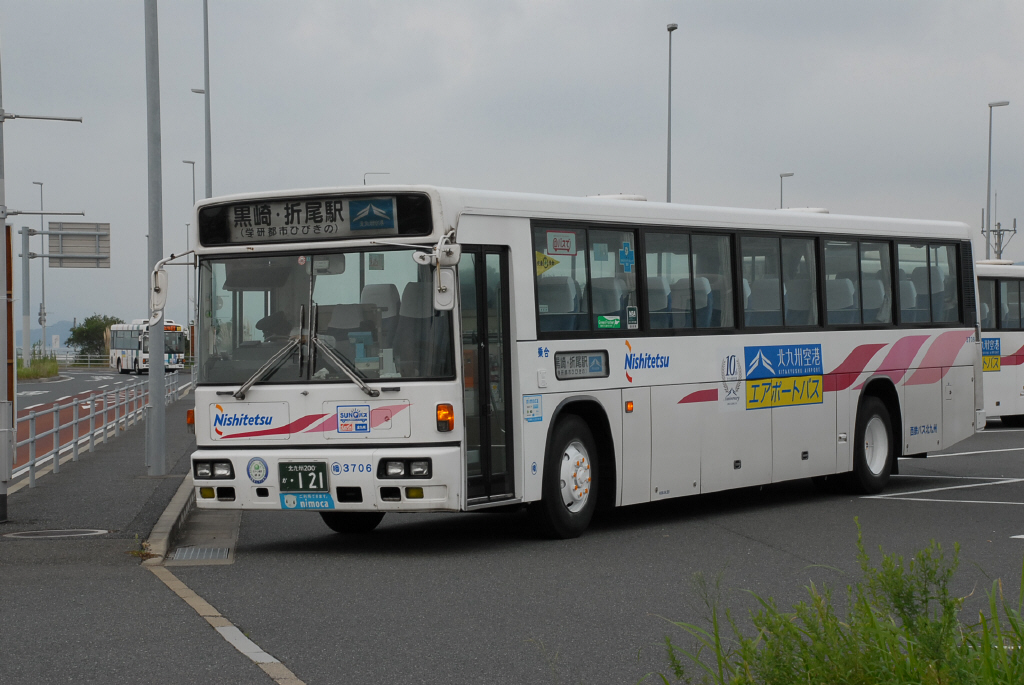
黒崎・折尾・学研都市線の車両（2016年）

西鉄バス北九州・八幡自動車営業所（北九州市八幡西区）が11往復運行している（このうち空港行き2便のみ学研都市ひびきの始発、残りの全便は西鉄黒崎バスセンター発着）。
運行開始当初は西鉄バス北九州が黒崎発着の15.5往復、北九州市営バスが学研都市発着の12往復を担当し、北九州市営バスの折尾駅発着便は都市高速経由で北九州空港へ直行していた。路線統合後、西鉄バス北九州が一旦撤退するまでの間は、北九州市営バス11往復・西鉄バス北九州4往復の体制で運行していた。
運行経路・停車停留所
太字は停車停留所。空港行きは乗車のみ、空港発は降車のみ取り扱い。
学研都市ひびきの - 浅川学園台入口 - 産業医科大学病院入口 - 大浦三丁目 - 学園大通り - 折尾駅西口 -  皇后崎 - 西鉄黒崎バスセンター - ホテルクラウンパレス北九州 - 引野口 - 黒崎ランプ - （都市高速4号線） - 高速千代ニュータウン - 金剛ランプ - （国道200号） - 八幡IC - （九州自動車道・東九州自動車道） - 苅田北九州空港IC - （新北九州空港道路） - 北九州空港
統合前の運行経路
折尾線：向田営業所 - 高須交番前 - 学研都市ひびきの - 浅川学園台入口 - 産業医科大学病院入口 - 学園大通り - 折尾駅西口 -  八幡IC - （九州自動車道・東九州自動車道） - 苅田北九州空港IC - （新北九州空港道路） - 北九州空港
黒崎線：西鉄黒崎バスセンター - ホテルクラウンパレス北九州 - 引野口 - 黒崎ランプ - （都市高速4号線） - 高速千代ニュータウン - 金剛ランプ - （国道200号） -  八幡IC - （九州自動車道） - 小倉南IC - （九州自動車道・東九州自動車道） - 苅田北九州空港IC - （新北九州空港道路） - 北九州空港

### 朽網線
JR朽網駅から苅田町の北九州臨空産業団地を経由する約10kmの路線。西鉄バス北九州・弥生が丘自動車営業所（北九州市小倉南区）が40往復（うち、快速便が8往復）運行している。運行ダイヤが朝の6時ごろから夜11時ごろまでと他の路線と比べて運行時間が長い。 
運行経路・停車停留所（快速便はカッコ内のバス停を通過）
朽網駅 - （南朽網 - 北九州臨空産業団地） - ブルーポートホテル苅田北九州空港 - トヨタ九州苅田工場前 - （東横イン前） - 北九州空港

## 過去の運行系統

### 下関・門司港線

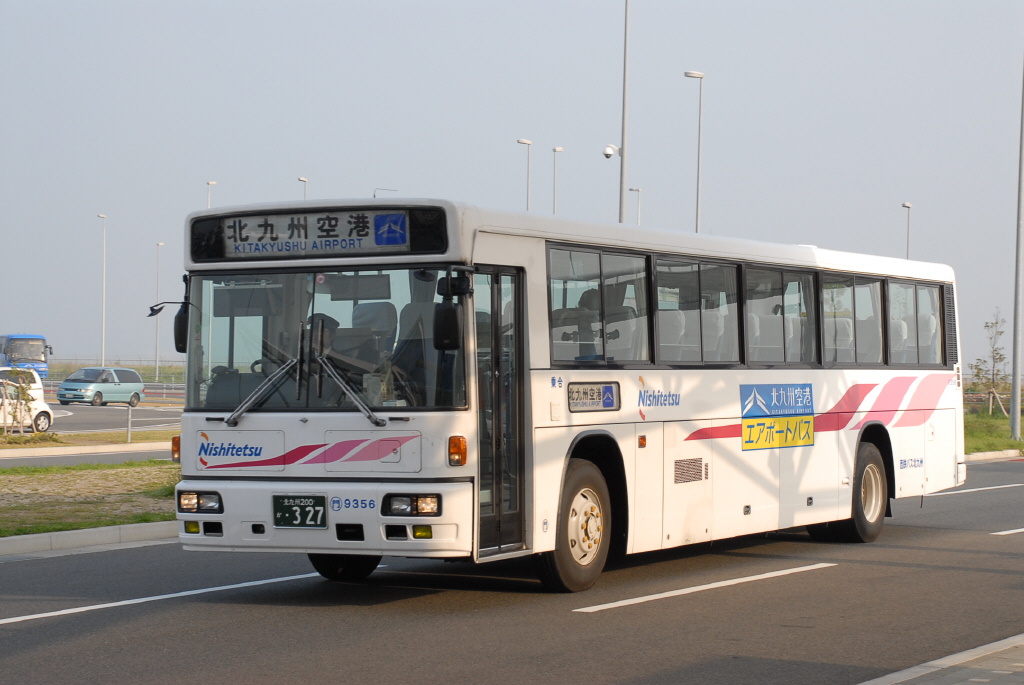
下関・門司港線の車両（2008年）

山口県下関市から門司港エリアを経由して北九州空港を結んでいた路線。運行開始当初から廃止まで1日8往復運行で、スターフライヤーの深夜便をはじめとする一部の便には対応していなかった。運行開始時はサンデン交通（東駅営業所）と西鉄バス北九州（門司自動車営業所）が4往復ずつ担当、のちにサンデン交通が8往復を担当した。
1便あたりの平均乗車人数が下関 - 門司港間では3.8人、門司港 - 北九州空港間では1.3人と採算ラインを下回っていたことから、2011年3月31日限りで廃止された。一方、スターフライヤーが自社便搭乗客に限り利用できる下関市内発着の予約制乗合タクシー（下関山電タクシー運行）をエアポートバスと同額で運行開始した。
運行経路・停車停留所
太字は停車停留所。空港行きは乗車のみ、空港発は降車のみ取り扱い。
下関駅 - 国道9号 - 唐戸 - 山口県道248号下関港垢田線 - 東駅 - 山口県道258号武久椋野線 - 宝蔵寺 - 下関IC - 関門橋 - 門司港IC - 福岡県道72号黒川白野江東本町線 - レトロ桟橋通 - （福岡県道25号門司行橋線） - 門司IC - 高速畑 - 高速葛原 - （九州自動車道・東九州自動車道） - 苅田北九州空港IC - （新北九州空港道路） - 北九州空港

### 関門線

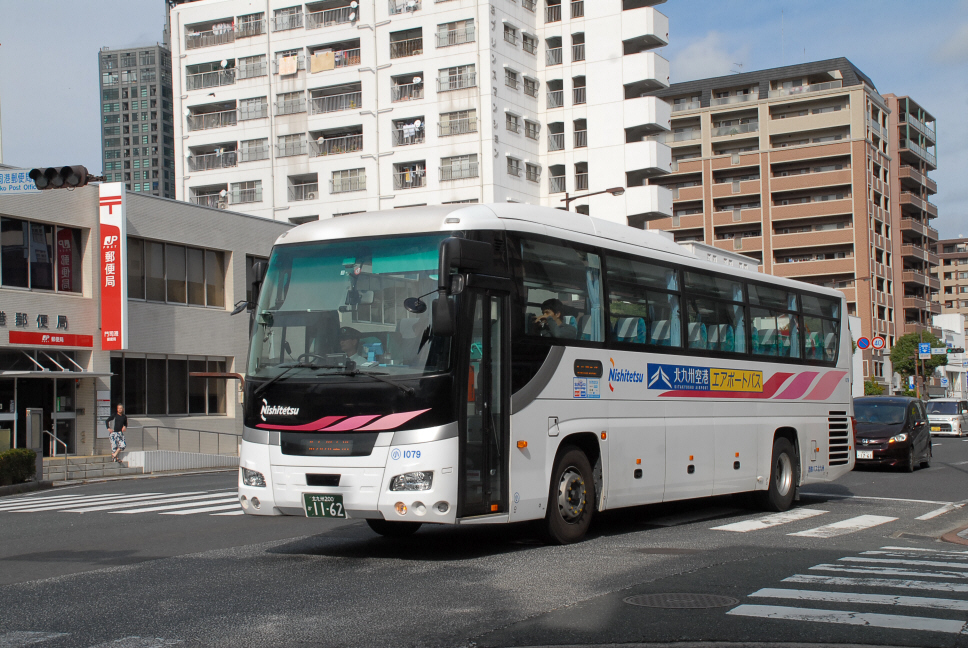
関門線の車両（2019年）

スターフライヤーの台北/桃園線就航に合わせた実証実験路線として2019年10月27日に1往復運行開始。2020年6月30日をもって廃止。
運行経路・停車停留所
太字は停車停留所。
下関駅前 - （国道9号） - 唐戸 - （国道9号） - 赤間神宮前 - 下関IC - 関門橋 - 門司港インターチェンジ|門司港IC - 門司港レトロ（門司港郵便局前） - 門司IC - 苅田北九州空港IC - 北九州空港

### 行橋・苅田線
行橋市から苅田町を経由して北九州空港を結んでいた路線。高速道路は開通しておらず、一般道経由であった。運行開始時は行橋発着が8往復、日産九州工場発着が9往復の計17往復が運行されていたが、後に行橋発着のみの9往復に削減された。
運行開始より国・県ならびに沿線自治体からの補助金を受けながら運行維持をしてきた路線であったが、利用者の大幅な減少により2009年6月30日に福岡県バス対策協議会へ廃止の申し入れを行い、2009年9月末をもって廃止された。
後に、太陽交通が2010年4月20日より2015年3月31日まで苅田町の運行補助により「SORAPPY（ソラッピー）」の愛称で苅田町 - 北九州空港間のアクセスバスの運行を行っていた。また、2014年4月から2015年1月までの土・日・祝日限定で北九州空港と大分県中津市を結ぶシャトルバス「くろかんくんライナー」（西鉄バス北九州運行）が行橋市を経由していた。
停車停留所
行橋駅 - 日産九州工場（平日のみ） - 苅田町役場 - 苅田駅 - スカイホテル苅田 - トヨタ九州苅田工場 - 東横イン前 - 北九州空港